# Casa d'Angela Melichis
La Casa d'Angela Melichis és un edifici del municipi de Caldes de Malavella (Selva) que forma part de l'Inventari del Patrimoni Arquitectònic de Catalunya.

## Descripció
Casa aïllada situada al nucli urbà de Caldes de Malavella, de planta baixa (voltada d'un sòcol de pedra artificial amb línia superior de maó vist), pis i golfes, amb teulada a doble vessant vers les façanes laterals (té biga carenera perpendicular al pla de la façana) i ràfec de quatre fileres. A la façana principal, al primer pis, trobem la porta d'entrada a l'habitatge, just al centre de la casa. Té arc de mig punt i un fals adovellat de ciment, i a la clau, un escut. A dreta i esquerra, dos finestrals amb tres obertures en arc escarser i emmarcades amb pedra artificial. Una línia d'imposta, amb motllura de quart de bocell, que coincideix amb la llosana del balcó del segon pis, marca el nivell de terra del pis. Al pis, dues finestres en arc de mig punt amb imitació de dovelles (fetes de ciment), impostes de maó vist igual que els ampits i brancals també de ciment, flanquegen un balcó central amb obertura en arc de llinda i guardapols. A les golfes, finestral central amb tres obertures a manera de galeria triple, com en algunes masies. A dreta i esquerra, respiralls formant escuts. A la junta dels aiguavessos dels vessants de la teulada, un escut quadribarrat i element de gerreria.
Al lateral dret hi havia un jardí tancat (almenys fins a l'any 1984), actualment desaparegut (l'espai que havia estat pati ara forma part del pàrquing municipal que hi ha al costat). En aquesta façana hi ha una porta d'entrada a la planta baixa, molt semblant a la de la façana principal, i una finestra en arc escarser emmarcada amb pedra artificial, al costat esquerre, just sobre el sòcol. Al pis superior dues finestres iguals que les finestres del pis de la façana principal. Respiralls a la zona de les golfes. Al lateral esquerre, una terrassa que queda just al nivell del pis. A la part posterior de l'edifici, poques obertures (en arc de llinda) i jardí. L'estructura general de la casa, recorda en alguns aspectes a una masia catalana.

## Història
A l'arxiu de Caldes de Malavella es conserva el projecte de l'edifici que data del 1932. Segons la signatura, l'edifici el dissenyà Manuel Casal per a l'Àngela Melchís, vídua de Serra. L'edifici es feu en un moment de gran activitat constructora per als estiuejants que anaven a Caldes a "prendre les aigües". El modernisme fou l'estil imperant en les construccions, però també s'hi barrejaven altres estils donant un aire eclèctic o historicista a molts dels edificis.